# ويليام إتش. فليت
ويليام إتش. فليت هو محامي وسياسي أمريكي، ولد في 10 مايو 1856 في سومرز في الولايات المتحدة، وتوفي في 5 سبتمبر 1911. نشط حزبياً في الحزب الجمهوري. وقد انتخب عضو جمعية ولاية ويسكونسن ‏.